# Акумулациони бафер
Акумулациони бафер (енгл. Accumulation Buffer) је појам из рачунарске графике. Представља бафер који за сваки пиксел дефинише три компоненте за боју и један за видљивост (RGBA), мимо бафера за боју. Структура ова два бафера је слична, а разлика је у томе што ове четири компоненте акумулационог бафера имају опсег [-1,1] и тачност им варира у зависности од броја додељених битова за сваку компоненту. У акумулациони бафер се црта тако што исти приликом обичног цртања неког дела (или целе) сцене преузима RGBA компоненте, над њима изводи задату операцију задатом вредношћу, и памти резултате за сваки обрађени пиксел. Кад се заврши са цртањем у њему, садржај акумулациог бафера се преузима и користи у исцртавању сцене.
Овај бафер се користи за постизање специјалних ефеката попут Anti-Aliasing, дубинског изоштравања слике (енгл. Depth of Field), замрљаности при покрету (енгл. Motion Blur), за меке сенке (енгл. Soft Shadows) итд.

## Принцип рада
Начнин пресликавања скупа пиксела у акумулациони бафер, или акумулационог бафера у неку други бафер, дефинишу две компоненте:
- операција која се изводи над датим пикселима, и
- вредност једноструке тачности (float) која се том операцијом примењује на RGBA компонентама

Могуће операције су:
- Акумулација - Резултат множења компоненти са датом вредношћу се сабира са садржајем акумулационог бафера
- Учитавање - Резултат множења компоненти са датом вредношћу се смешта у акумулациони бафер
- Сабирање - Додаје дату вредност свакој компоненти акумулационог бафера
- Множење - Множи сваку компоненту акумулационог бафера са датом вредношћу
- Враћање - Преноси садржај из акумулационог бафера у бафере у које се тренутно пише. Свака вредност је такође помножена са датом вредношћу пре записа. Овом приликом се вредности сабијају на интервал [0,1].

### Ознаке
| Значење     | ознака |
| ----------- | ------ |
| Акумулација |        |
| Учутавање   |        |
| Сабирање    |        |
| Множење     |        |
| Враћање     |        |